# نادي دبي الثقافي الرياضي
نادي دبي الثقافي الرياضي نادٍ إماراتي من إمارة دبي. يلعب فريقه كرة القدم تأسس عام 1995 وتم الإعلان عنه عام 1997، تسلم رئاسة النادي في البداية الشيخ راشد بن محمد بن راشد آل مكتوم قبل أن يتسلم دفة القيادة الشيخ أحمد بن محمد بن راشد آل مكتوم.
في عام 2017 دُمج نادي دبي والشباب مع النادي الأهلي تحت مسمى نادي شباب الأهلي.

## دمج النادي
أمر الشيخ محمد بن راشد آل مكتوم بدمج «نادي الشباب العربي الرياضي»، و«نادي دبي الثقافي الرياضي» مع «النادي الأهلي الرياضي» في كيان واحد يحمل اسم «نادي شباب الأهلي - دبي» برئاسة الشيخ حمدان بن محمد بن راشد آل مكتوم ولي عهد دبي، ويعاونه الشيخ مكتوم بن محمد بن راشد آل مكتوم كنائبٍ أولٍ للرئيس والشيخ أحمد بن محمد بن راشد آل مكتوم كنائبٍ ثانٍ، بالإضافة إلى عدد من أصحاب الكفاءة والخبرة يصدر بتعيينهم قرار من رئيس النادي.
وبهذه المناسبة، أكد الشيخ محمد بن راشد آل مكتوم أن الهدف هو تعزيز المسيرة الرياضية، ودعم فرص كرة القدم الإماراتية، التي يجب دعمها بفرق كبرى تحقق إنجازات تليق باسم الدولة في كافة المحافل، وضمن أكبر البطولات قائلا: «نسعى لبناء فريق قادر على المنافسة قارياً وعالمياً».

## النشاطات
- ينظم أنشطة ومسابقات متنوعة أبرزها المسابقة الثقافية الرمضانية التي بلغ عدد الأندية المشاركة فيها في نسختها العاشرة 26 نادياً على مستوى الدولة.
- يحتضن النادي المئات من الناشئة والأشبال الذين ينتظمون في مدرسة الكرة، ويتوزعون على ملاعب خضراء عدة منتشرة في أرجاء النادي في العوير.
- المشاركة في العديد من المناسبات الثقافية الخليجية وكذلك الفعاليات المحلية والوطنية على مدار العام بالإضافة إلى الرعاية التربوية والتعليمية للاعبي النادي وتكريم المتميزين أخلاقياً والمتفوقين دراسياً منهم وأولياء أمورهم في حفل يقام كل عام بمقر النادي بهذه المناسبة .
- هنالك أنشطة متنوعة أخرى للجنة الثقافية بالنادي مثل المحاضرات الدينية والاجتماعية والطبية والرياضية وتنظيم الرحلات لأبناء النادي والقيام بتوزيع الحقيبة المدرسية للاعبي النادي مع بداية كل عام دراي .

## الإنجازات
- صعود الفريق الكروي الأول لأندية الدرجة الأولى مواسم 2001/ 2002/ 2003/ 2004، بعد نيله دوري الدرجة الثانية 2005/2006 .
- صعود الفريق الكروي الأول لدوري المحترفين موسم 2010/2011 .

## الألقاب
- أسود العوير. [1]

## أبرز اللاعبين
المحترفون من غير الإماراتيين:
- كريستيان مونتيسينوس
- إلتون هوزيه
- جمعه موسى بوبلال
- رزاق فرحان
- جهاد الحسين

المحترفون من الإماراتيين :
- عبيد الطويلة
- علي حسن
- حميد فاخر
- وليد عبيد
- أحمد جمعة (لاعب كرة قدم)